# نخست‌وزیر روسیه
رئیس دولت فدراسیون روسیه (روسی: Председатель Правительства Российской Федерации) یا نخست‌وزیر روسیه رسماً دومین فرد قدرتمند در ساختار سیاسی روسیه است که طبق ماده ۲۴ قانون اساسی فدرال ریاست دولت روسیه را به عهده دارد. با توجه به نقش مرکزی رئیس‌جمهور در ساختار سیاسی روسیه فعالیت‌های قوه مجریه (از جمله نخست‌وزیر) به میزان قابل توجهی تحت تأثیر وی قرار دارد. (به‌طور مثال عزل و نصب نخست‌وزیر و اعضای هیئت دولت، ریاست جلسات هیئت دولت، لغو تصمیمات دولت)
استفاده از اصطلاح نخست‌وزیر غیررسمی است و هرگز در قانون اساسی روسیه، قوانین فدرال و دیگر قوانین از آن استفاده نمی‌شود.

## فهرست رؤسای دولت
فهرست نخست وزیران روسیه از سال ۱۹۹۱ و پس از فروپاشی شوروی سابق به شرح زیر است.
|    | تصویر          | تصویر | نام                      | مدت زمان        | مدت زمان        | حزب                     | حزب | رئیس‌جمهور      |
| -- | -------------- | ----- | ------------------------ | --------------- | --------------- | ----------------------- | --- | -------------- |
| –  |                |       | بوریس یلتسین             | ۲۵ دسامبر ۱۹۹۱  | ۱۵ ژوئن ۱۹۹۲    | مستقل                   |     | بوریس یلتسین   |
| –  |                |       | ایگور گیدار (کفیل)       | ۱۵ ژوئن ۱۹۹۲    | ۱۴ دسامبر ۱۹۹۲  | مستقل                   |     | بوریس یلتسین   |
| ۱  |                |       | ویکتور چرنومیردین        | ۱۴ دسامبر ۱۹۹۲  | ۲۳ مارس ۱۹۹۸    | خانه ما روسیه           |     | بوریس یلتسین   |
| ۲  |                |       | سرگئی کرینکو             | ۲۳ مارس ۱۹۹۸    | ۲۳ اوت ۱۹۹۸     | مستقل                   |     | بوریس یلتسین   |
| –  |                |       | ویکتور چرنومیردین (کفیل) | ۲۳ اوت ۱۹۹۸     | ۱۱ سپتامبر ۱۹۹۸ | خانه ما روسیه           |     | بوریس یلتسین   |
| ۳  |                |       | یوگنی پریماکوف           | ۱۱ سپتامبر ۱۹۹۸ | ۱۲ مه ۱۹۹۹      | سرزمین پدری؛ تمام روسیه |     | بوریس یلتسین   |
| ۴  |                |       | سرگئی استپاشین           | ۱۲ مه ۱۹۹۹      | ۹ اوت ۱۹۹۹      | مستقل                   |     | بوریس یلتسین   |
| ۵  |                |       | ولادیمیر پوتین           | ۹ اوت ۱۹۹۹      | ۷ مه ۲۰۰۰       | اتحاد                   |     | بوریس یلتسین   |
| ۵  | ولادیمیر پوتین |       | ولادیمیر پوتین           | ۹ اوت ۱۹۹۹      | ۷ مه ۲۰۰۰       | اتحاد                   |     |                |
| ۶  |                |       | میخائیل کاسیانوف         | ۷ مه ۲۰۰۰       | ۲۴ فوریه ۲۰۰۴   | مستقل                   |     |                |
| –  |                |       | ویکتور خریستنکو (کفیل)   | ۲۴ فوریه ۲۰۰۴   | ۵ مارس ۲۰۰۴     | مستقل                   |     |                |
| ۷  |                |       | میخائیل فرادکوف          | ۵ مارس ۲۰۰۴     | ۱۴ سپتامبر ۲۰۰۷ | مستقل                   |     |                |
| ۸  |                |       | ویکتور زابکوف            | ۱۴ سپتامبر ۲۰۰۷ | ۷ مه ۲۰۰۸       | روسیه واحد              |     |                |
| ۹  |                |       | ولادیمیر پوتین           | ۷ مه ۲۰۰۸       | ۷ مه ۲۰۱۲       | روسیه واحد              |     | دمیتری مدودف   |
| –  |                |       | ویکتور زابکوف (کفیل)     | ۷ مه ۲۰۱۲       | ۸ مه ۲۰۱۲       | روسیه واحد              |     | ولادیمیر پوتین |
| ۱۰ |                |       | دمیتری مدودف             | ۸ مه ۲۰۱۲       | اکنون           | روسیه واحد              |     | ولادیمیر پوتین |